# Hyodo Yoshinori
Yoshinori Hyodo (sinh ngày 19 tháng 9 năm 1979) là một cầu thủ bóng đá người Nhật Bản.

## Sự nghiệp câu lạc bộ
Yoshinori Hyodo đã từng chơi cho Oita Trinita và Ehime FC.